# Métodos de ácidos nucleicos
Métodos de ácidos nucleicos son las técnicas utilizadas para estudiar ácidos nucleicos: ADN y ARN.

## Purificación
- Extracción de ADN
- Extracción fenol–cloroformo
- Purificación con minicolumnas
- Extracción de ARN
- Método de boom

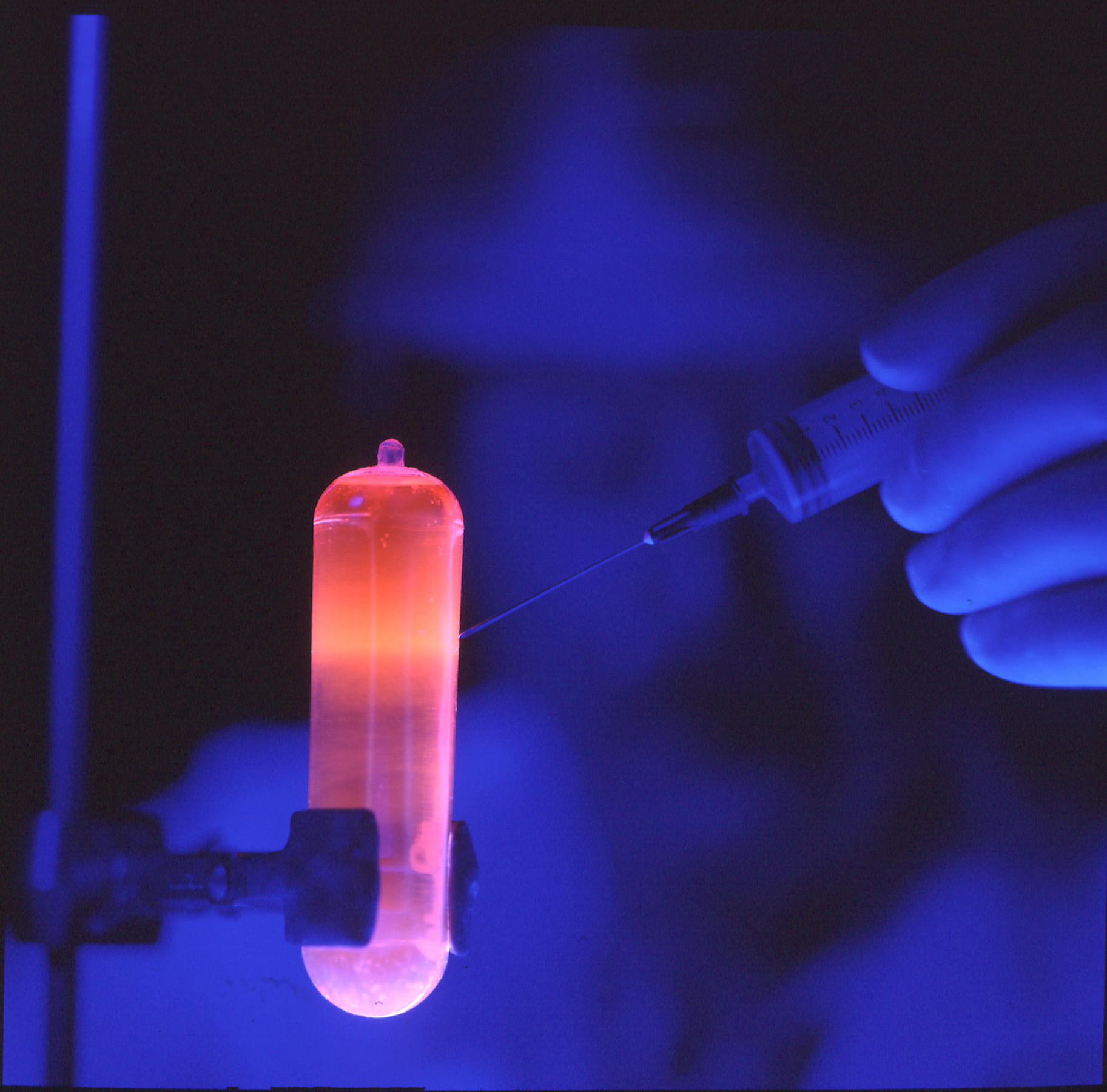
Un ADN purificado, de color naranja fluorescente bajo la luz UV, siendo extraído con una jeringa y utilizado para estudios de biología molecular. El ADN purificado, en un gradiente de cloruro de cesio, se une al colorante bromuro de etidio, que absorbe la luz ultravioleta y hace que el ADN presente fluorescencia naranja. Esta visualización de una única banda de ADN facilita el aislamiento y la extracción del ADN para futuros estudios de biología molecular.

- Coeficiente síncrono de arrastrar alteración (SCODA) purificación de ADN

## Cuantificación
- Abundancia en peso: espectroscopia para la cuantificación de ácidos nucleicos
- Abundancia absoluta en número: PCR en tiempo real (PCR cuantitativa)
- Alto rendimiento de abundancia relativa: Chip de ADN
- Alto rendimiento de abundancia absoluta: Análisis en serie de la expresión génica (SALVIA)
- Tamaño: electrophoresis en gel

## Síntesis
- De novo: síntesis de oligonucleotidos
- Amplificación: reacción en cadena de la polimerasa (PCR)

## Cinética
- Resonancia de plasmón de superficie multiparamétrica[1][2]
- Interferometría de polarización dual[3]
- Microbalanza de cristal de cuarzo con control de disipación (QCM-D)[4]

## Función del gen
- ARN interferente[5]

## Otros
- Secuenciación por bisulfito
- Secuenciación del ADN
- Clonación de expresión
- Hibridación fluorescente in situ (FISH)
- Lab on a chip (LOC)
- Comparación de programas informáticos de simulación de ácidos nucleicos
- Northern blot
- Ensayo de corrimiento nuclear
- Radiactividad en las ciencias de vida
- Southern blot
- Centrifugación diferencial (gradiente de sacarosa)
- Ensayo de inhibición de la extensión del cebador
- Varios métodos bioinformaticos, vistos en lista de software de predicción de estructura de ARN